# Rispenhirse
Die Rispenhirse, Echte Hirse, Prosohirse oder Baraga (Panicum miliaceum), kurz auch Hirse genannt, ist eine Pflanzenart aus der Gattung Rispenhirsen (Panicum) innerhalb der Familie der Süßgräser (Poaceae). Diese Hirsenart ist eine alte Getreidepflanze. In Europa von Kartoffel und Mais verdrängt wird sie heute noch in weiten Teilen Asiens angebaut.

## Beschreibung und Ökologie

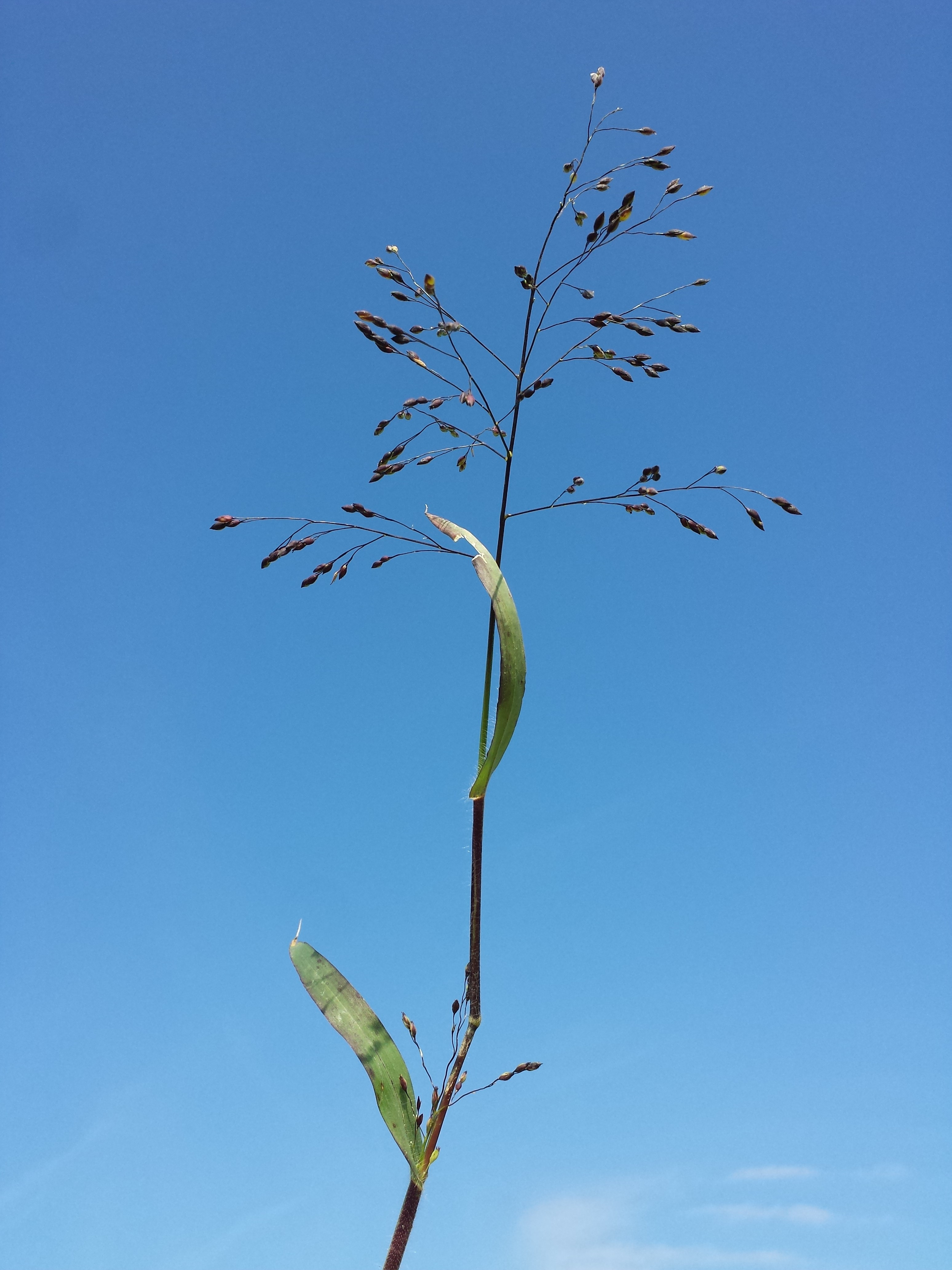
Habitus von Panicum miliaceum subsp. ruderale

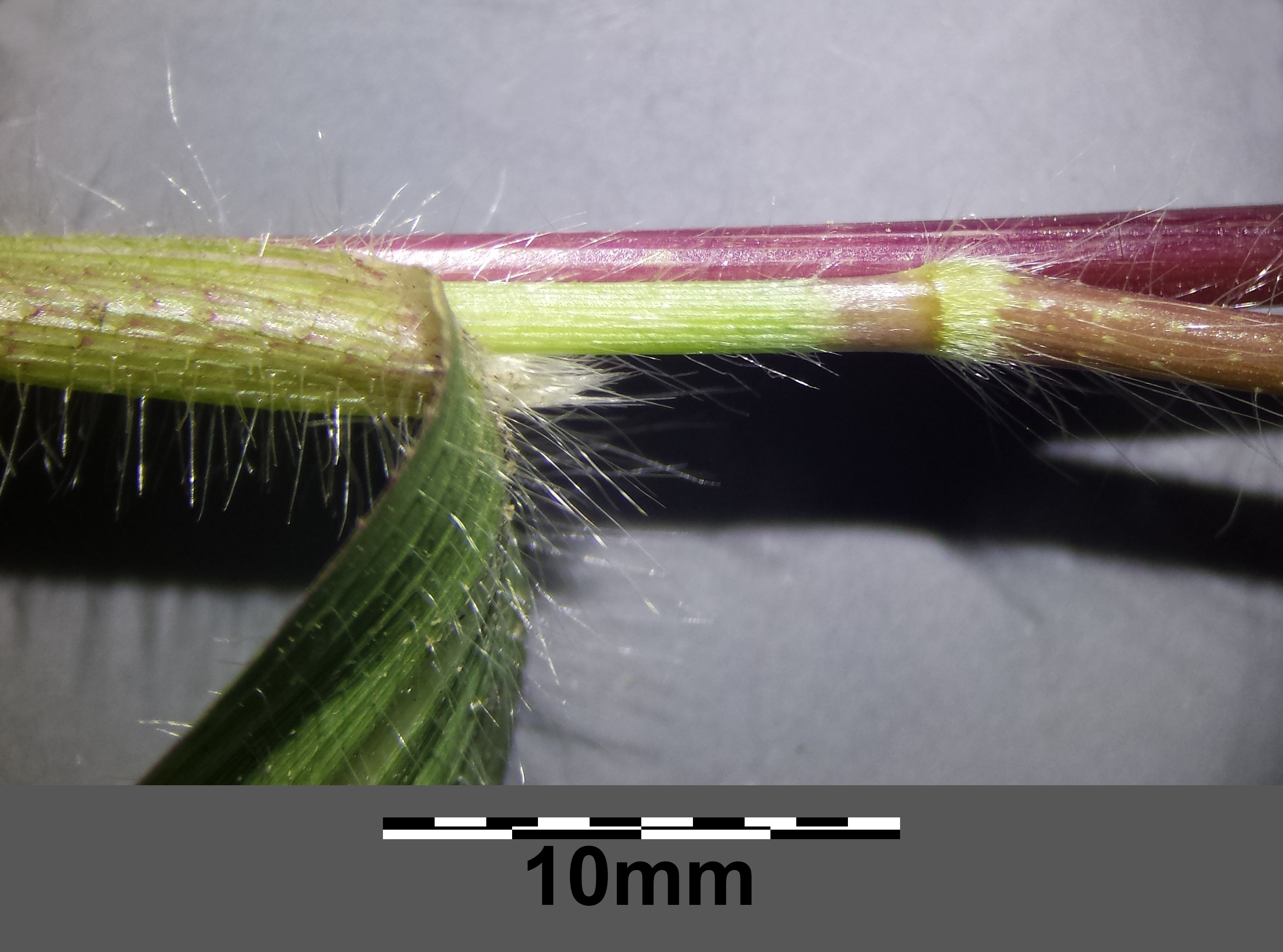
Stängel mit Laubblatt und behaarter Blattscheide von Panicum miliaceum subsp. ruderale. Das Blatthäutchen besteht aus Haaren.

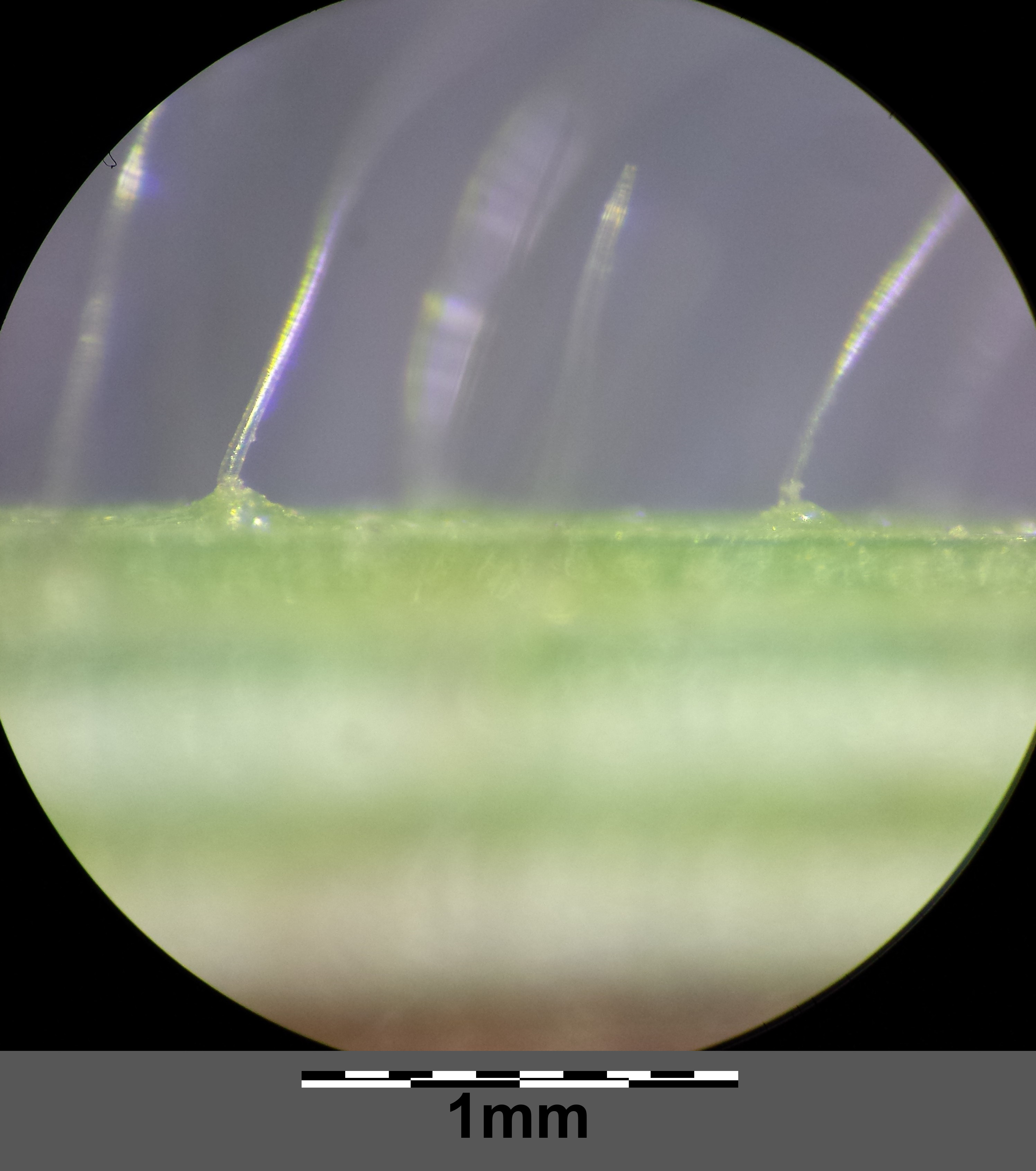
Die Haare auf der Blattscheide stehen auf Warzen.

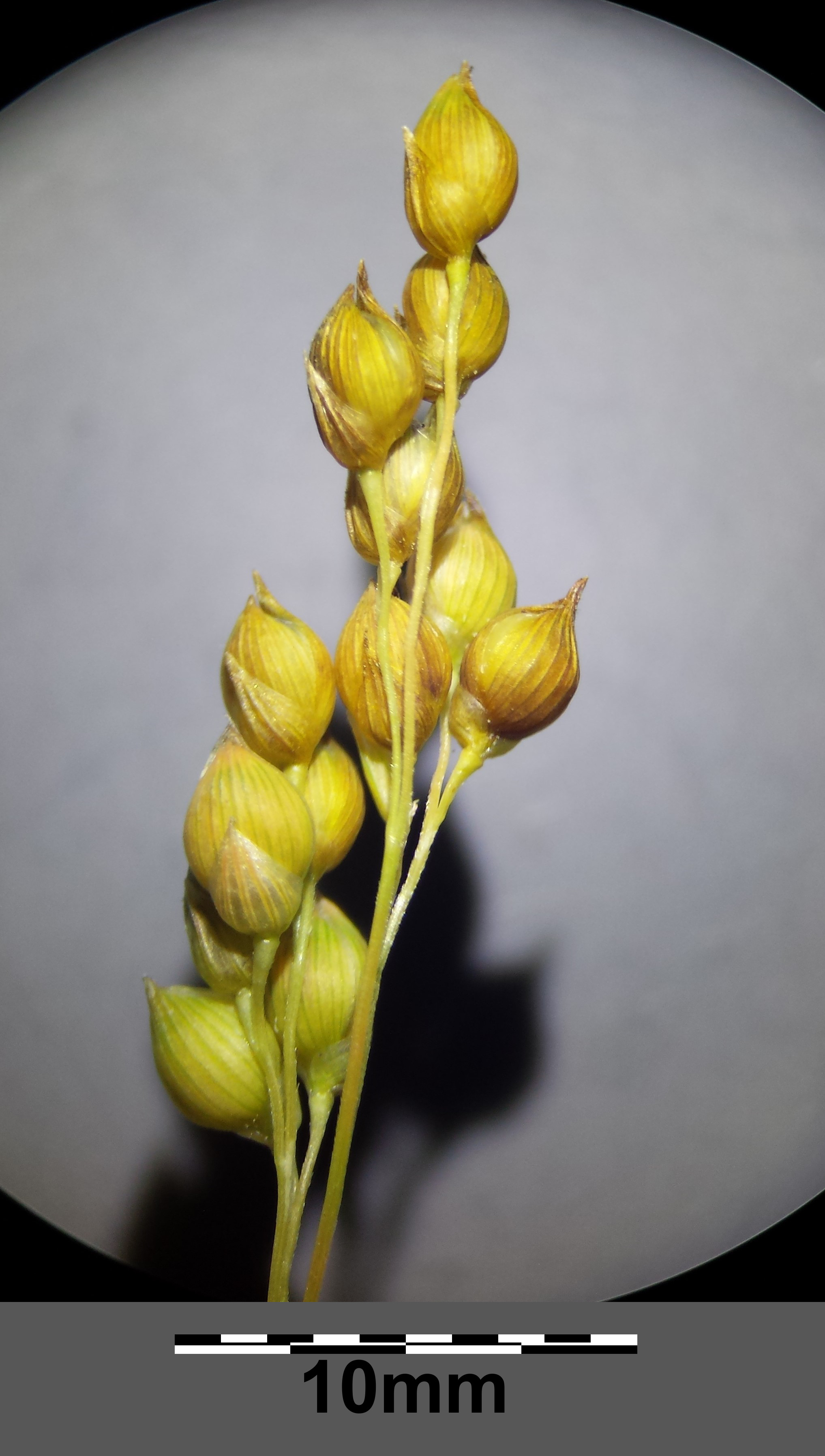
Rispenzweig von Panicum miliaceum subsp. miliaceum mit Ährchen

Ährchen von Panicum miliaceum subsp. miliaceum mit:
Unterer Hüllspelze (Glu')
Oberer Hüllspelze (Glu")
Deckspelze der sterilen Blüte (Lem')
Deckspelze der fertilen Blüte (Lem")
Vorspelze der fertilen Blüte (Pal)

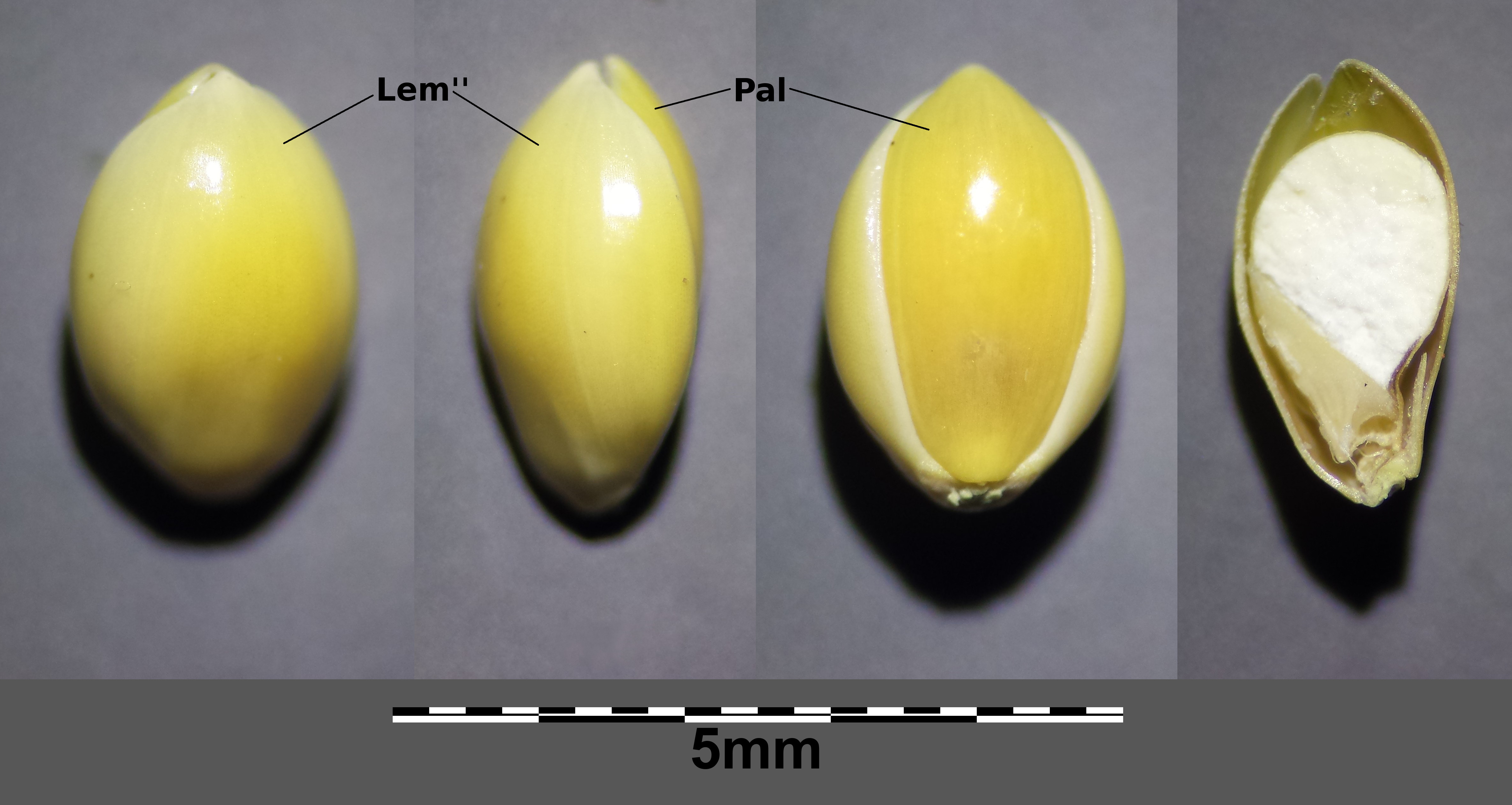
Karyopse eingehüllt in Deck- (Lem") und Vorspelze (Pal)

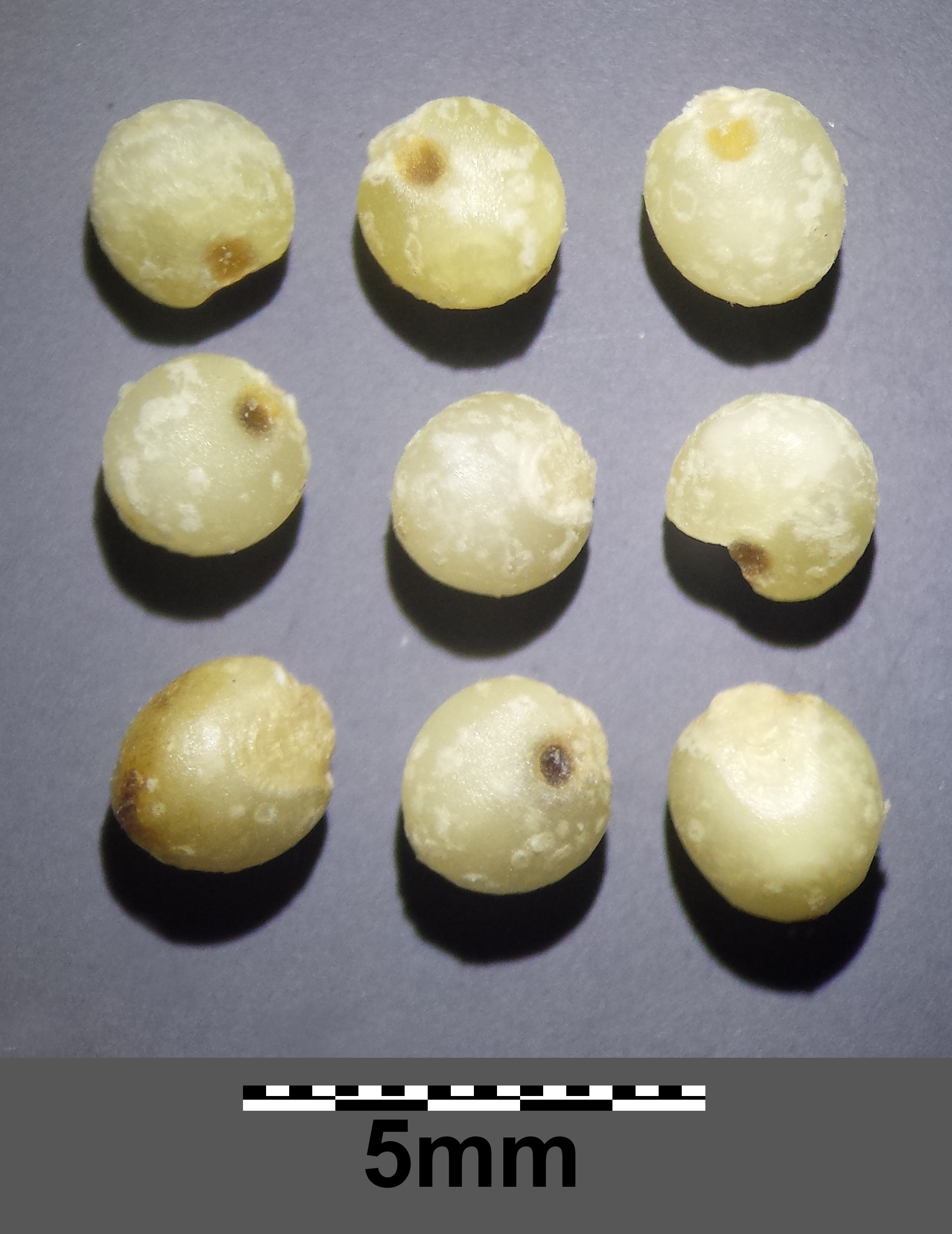
Entspelzte und geschälte Karyopsen, wie sie in den Handel gelangen

### Vegetative Merkmale
Die Rispenhirse ist eine einjährige krautige Pflanze und erreicht Wuchshöhen von 30 bis 100, selten bis 150 Zentimetern. Ihre aufrechten Stängel sind meist an den unteren Knoten verzweigt, gerieft, 2 bis 5 Millimeter dick und unterhalb der Knoten 2 bis 3 Millimeter lang behaart. Die vier bis acht Knoten sind 1 bis 2 Millimeter  lang behaart. Die Blattscheiden sind deutlich gerippt und zwischen den Rippen rauhaarig. Das Blatthäutchen ist häutig und 1 bis 2 Millimeter lang bewimpert. Die Blattspreiten sind 10 bis 40 Zentimeter lang und 8 bis 25 Millimeter breit. Sie sind flach, gerippt, im unteren Bereich rauhaarig, ansonsten zerstreut kurz behaart, Rippen und Rand sind rau.

### Generative Merkmale
Der rispige Blütenstand ist 10 bis 30 Zentimeter lang, aufrecht bis überhängend, locker bis dicht. Im unteren Bereich ist er häufig von der obersten Blattscheide eingehüllt. Die Seitenäste sind rau und kantig. Die 2 bis 6 Millimeter lang gestielten Ährchen sind 4,5 bis 5 Millimeter lang und zugespitzt. Die untere Hüllspelze ist fünf- bis siebennervig, zwei Drittel so lang wie das Ährchen und zugespitzt. Die obere Hüllspelze ist neun- bis elfnervig und zugespitzt. Das untere Blütchen ist steril, seine Deckspelze ist neun- bis elfnervig. Die Deckspelze des oberen, zwittrigen Blütchens ist rund einen mm kürzer als das Ährchen, hellgelb, schwärzlich oder weiß, glänzend und knorpelig verdickt. Die Staubbeutel sind 1,2 bis 1,5 Millimeter lang und dunkelviolett. Die Blütezeit reicht von Juni bis September. Es erfolgt Selbstbestäubung.
Die Karyopse ist etwas kleiner als die Deckspelze, hat einen kreisförmigen Umriss und ist rund 3 Millimeter lang. Ihre Farbe reicht von strohfarben über rötlichbraun, olivbraun bis schwärzlich, kann aber auch weiß sein. Das Tausendkorngewicht liegt zwischen 4 und 8 Gramm. Der Eiweißgehalt beträgt bis zu 10 (selten sogar bis 18) Prozent, der Fettgehalt rund 4 Prozent. Manche Sorten sind sogar Kleber-haltig und liefern somit backfähiges Mehl.
Die Chromosomenzahl beträgt 2n = 36.

## Vorkommen
Das ursprüngliche Verbreitungsgebiet der Rispenhirse liegt in Zentralasien. Nach anderen Autoren stammt sie aus dem Gebiet vom indischen Subkontinent bis Myanmar. Sie wird in der Alten Welt seit Jahrtausenden als Getreidepflanze angebaut und ist vielfach verwildert. Sie ist weniger wärmebedürftig als andere Hirse-Arten.
In Mitteleuropa wächst sie verwildert auf Schuttplätzen, Bahnanlagen und in Häfen. In Gärten verwildert sie meist aus Vogelfutter. Sie kommt vor allem auf nährstoffreichen, leichten und sandigen Lehmböden der kollinen, seltener auch der montanen Höhenstufe vor. Sie steigt in den Alpen bis 1000 Meter und im Himalaja bis 3000 Meter Meereshöhe auf.
Die ökologischen Zeigerwerte nach Landolt et al. 2010 sind in der Schweiz: Feuchtezahl F = 2 (mäßig trocken), Lichtzahl L = 4 (hell), Reaktionszahl R = 3 (schwach sauer bis neutral), Temperaturzahl T = 5 (sehr warm-kollin), Nährstoffzahl N = 4 (nährstoffreich), Kontinentalitätszahl K = 3 (subozeanisch bis subkontinental).

## Taxonomie und Systematik
Die Echte Hirse wurde 1753 von Carl von Linné in Species Plantarum Tomus I, S. 58 als Panicum miliaceum erstbeschrieben.
Es werden drei Unterarten unterschieden:
- Kulturhirse (Panicum miliaceum subsp. miliaceum) oder Echte Hirse[7]: Die Ährchen fallen zur Fruchtreife nicht aus- oder ab, die Ährchenachse zerbricht nur unter Druck. In Mitteleuropa gibt es hier drei (Con)Varietäten:
  - Panicum miliaceum convar. effusum Alef., die Flatter-Rispenhirse, mit ausgebreiteter und sehr lockerer Rispe. Sie ist die ursprünglichste Kulturhirse.
  - Panicum miliaceum convar. contractum Alef., die Klump-Rispenhirse, mit zusammengezogener Rispe, die oben dichter ist als am Grund. Die Zweige sind überhängend.
  - Panicum miliaceum var. compactum, die Dicke Hirse, mit zusammengezogener, überall gleich dichter Rispe, alle Zweige stehen aufrecht.

- Unkraut-Hirse (Panicum miliaceum subsp. ruderale (Kitagawa) Tzvelev) oder Ruderale Hirse: Die Rispe steht aufrecht, ihre Äste stehen steif ab. Die Ährchenachse zerfällt unter der oberen Blüte, auch der Ährchenstiel ist gegliedert. Zur Reife fallen die Scheinfrüchte und auch die Spelzen ab. Die Spelzfrüchte sind dunkel gefärbt. Diese Unterart wächst in Maisfeldern und auf Schuttplätzen. In Deutschland ist sie seit 1982 nachgewiesen und kommt heute an Rhein, Main, Isar und Elbe vor.[7]

- Unechte Unkraut-Hirse (Panicum miliaceum subsp. agricola H.Scholz & Mikoláš) oder Bauern-Hirse: Die Rispe ist stärker zusammengezogen und nickend. Die Ährchen fallen zur Reife aus den stehenbleibenden Hüllspelzen aus, die häutigen Spelzen bleiben aber stehen. Sie ist aus Kärnten, Steiermark, Tschechien, Baden-Württemberg[7] und dem Elsass bekannt.

## Anbau und Nutzung
Die Rispenhirse wird vor allem in Zentralasien, im nördlichen China, Japan und Indien angebaut. Die Vegetationszeit beträgt je nach Standort und Sorte 60 bis 90 Tage, der Wasseranspruch ist relativ gering. Die nördliche Anbaugrenze ist die 20 °C-Juli-Isotherme. Im Himalaja wird die Rispenhirse bis in Höhenlagen von 3000 Metern angebaut. Die Körner reifen in den Rispen nicht gleichzeitig, wegen hoher Ausfallgefahr erfolgt die Ernte vor der Vollreife. Die Erträge liegen meist bei rund 1 Tonne pro Hektar und können unter günstigen Bedingungen bis 5 Tonnen betragen.
Die Früchte werden als Korn, Brei und Brot verzehrt oder zu Hirsebier verarbeitet. In Nordchina werden sie auch für  Hirsewein (ähnlich dem Reiswein Huang Jiu 黄酒) verwendet. Das Stroh ist als Futter für Wiederkäuer geeignet.

## Geschichte
Die Rispenhirse, im 19. Jahrhundert noch „der Hirse“, ist eine der am frühesten domestizierten Getreidearten, ihr Ursprung liegt in Zentralasien. Die ältesten Funde stammen aus dem Alt-Neolithikum. Funde stammen auch aus der Fundstelle Tiangtian im chinesischen Altai-Gebirge.
In Europa ist die Hirse ab der ausgehenden Mittleren Bronzezeit belegt und wird vor allem in Mitteleuropa und Südosteuropa während der Späten Bronzezeit zu einem der Hauptgetreide. Forschende der Universität Kiel (Sonderforschungsbereich 1266) haben kürzlich den Verbreitungsweg durch Europa mittels zahlreicher 14C-Datierungen und Literaturstudien nachzeichnen können.  Im 17. Jahrhundert v. Chr. ist sie in nördlich des Schwarzen Meeres (Vinogradnyi Sad) belegt, ab 1500 v. Chr. in Norditalien, ab 1450 v. Chr. in Mittel- und Westdeutschland und ab 1200 v. Chr. in Norddeutschland.
In Deutschland kommt sie in vorrömischer Zeit in rund 30 % aller Fundstellen vor. In den ersten drei nachchristlichen Jahrhunderten wurde die Rispenhirse teilweise durch die Gerste verdrängt.
Die Römer nannten (wie auch die pharmazeutischen Literatur bis in die Frühe Neuzeit) die Rispenhirse Milium und verwendeten sie für Brot und Brei. In Ägypten ist Hirse seit römischer Zeit belegt, zum Beispiel in Kellis in der Oase Dachla, wo sie nach Isotopenstudien als Viehfutter eingesetzt wurde.
Im Mittelalter war Hirse in Mitteleuropa ein wichtiges Nahrungsmittel, vor allem für arme Leute. Der Schwerpunkt des Anbaus verlagerte sich in Richtung Osteuropa. Hirse wurde vor allem als Brei gegessen, da sie wenig Kleber enthält. Sie wurde in Mitteleuropa von der Kartoffel weitgehend verdrängt, in Südeuropa vom Mais. Der Anbau in sandigen Gebieten währte bis zum Anfang des 20. Jahrhunderts, so etwa in Pommern, Posen, Thüringen, Brandenburg, in den unteren Donauländern und im südlichen Russland. In Österreich wird sie zur Vogelfutterproduktion angebaut, teilweise auch zum menschlichen Verzehr.
Mit der Abkehr von der Breinahrung ist der Anbau stark zurückgegangen.